# Rakovica

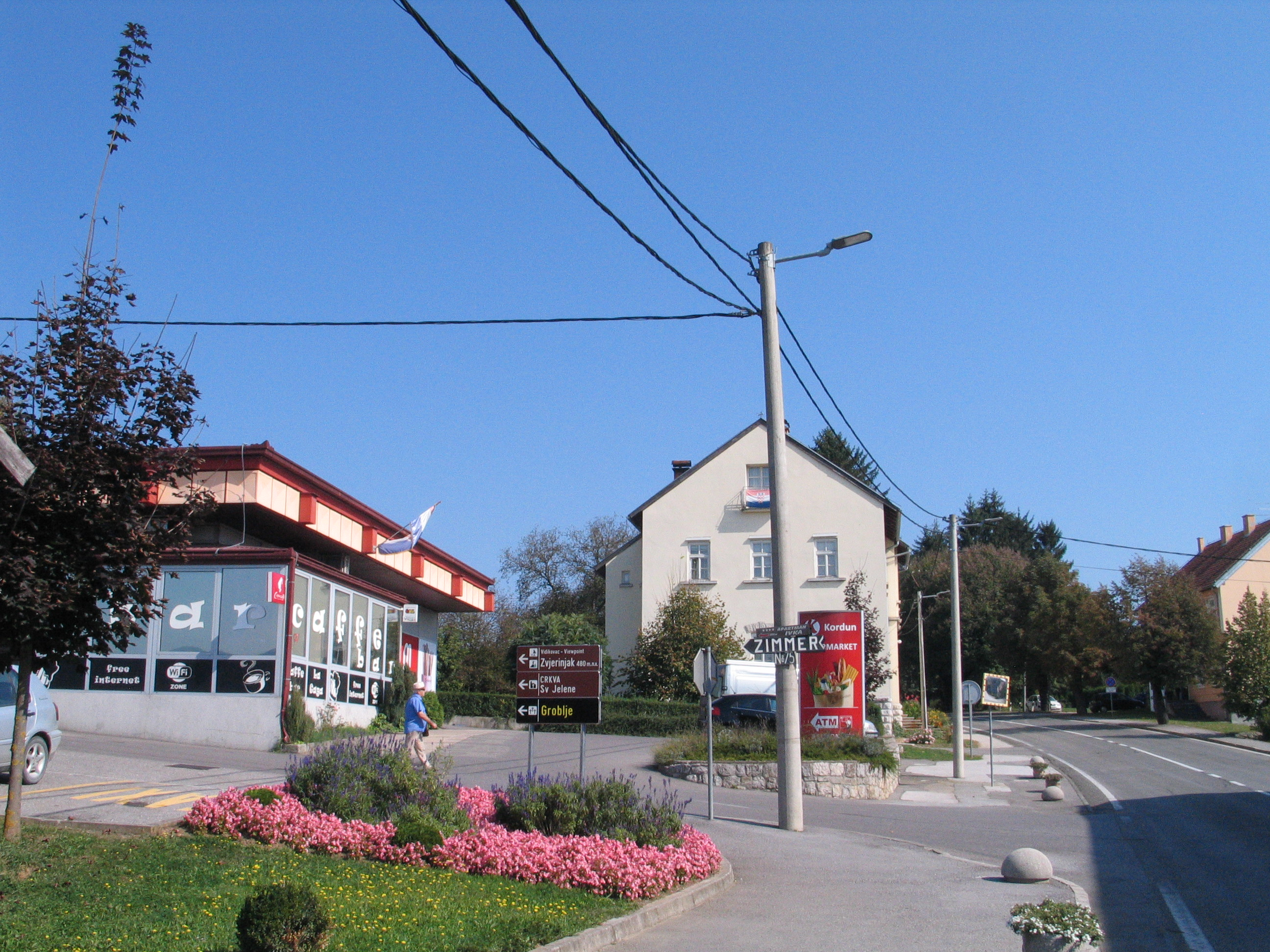
Centrum Rakovice

Rakovica (srbsky Раковица) je vesnice a sídlo stejnojmenné opčiny v Chorvatsku. Nachází se na jihovýchodě Karlovacké župy, asi 17 km jihovýchodně od Slunje a asi 65 km jihovýchodně od Karlovace. V roce 2011 žilo v Rakovici 310 obyvatel, v celé opčině pak 2 387 obyvatel.
V opčině se nachází celkem 24 obydlených, převážně malých vesnic, z nichž mnoho nedosahuje ani desíti obyvatel. Největší vesnicí v opčině je Drežnik Grad s 354 obyvateli, až poté je Rakovica s 310 obyvateli. Počet obyvatel opčiny i jejího střediska výrazně klesá.
- Basara – 3 obyvatelé
- Brajdić Selo – 82 obyvatel
- Brezovac – 6 obyvatel
- Broćanac – 27 obyvatel
- Čatrnja – 209 obyvatel
- Ćuić Brdo – 8 obyvatel
- Drage – 26 obyvatel
- Drežnik Grad – 354 obyvatel
- Gornja Močila – 4 obyvatelé
- Grabovac – 267 obyvatel
- Irinovac – 130 obyvatel
- Jelov Klanac – 85 obyvatel
- Korana – 18 obyvatel
- Kordunski Ljeskovac – 18 obyvatel
- Korita – 51 obyvatel
- Lipovac – 27 obyvatel
- Lipovača – 157 obyvatel
- Mašvina – 4 obyvatelé
- Nova Kršlja – 66 obyvatel
- Oštarski Stanovi – 149 obyvatel
- Rakovica – 310 obyvatel
- Rakovičko Selište – 99 obyvatel
- Selište Drežničko – 280 obyvatel
- Stara Kršlja – 7 obyvatel

Nachází se zde i tři zaniklé vesnice, a to Jamarje, Koranski Lug a Sadilovac.
Opčinou procházejí silnice D1 a D42.